# Stjernebredribbe
Stjernebredribbe (Campylopus introflexus), ofte skrevet stjerne-bredribbe, er en mosplante i familien Leucobryaceae. Den danner, som pionerplante, udstrakte måtter på især sandet jord og er blevet meget almindelig i Danmark.
Stjernebredribbe er en invasiv art, som første gang blev fundet i Danmark i 1968. På grund af dens evne til at danne store sammenhængende mostæpper, er den i stand til at fortrænge dyr og planter som tidligere levede på disse steder. Dette ses især i den grå klit, rig på laver. stjernebredribbe er oprindelig hjemmehørende på den sydlige halvkugle. 
Arten er nem at kende på sine lange, farveløse hårspidser og sin brede ribbe, der fylder det meste af bladet. Hårspidsen er i tørt vejr bagudvendt i forhold til resten af bladet. Det er disse farveløse hårspidser, der har givet stjernebredribbe dens navn, fordi hårspidserne fra den enkelte plante tilsammen kan danne en stjerne.
Stjernebredribbe tilhører de topfrugtede mosser.

## Note
1. ↑  NOBANIS –Invasive Alien Species Fact Sheet Hentet 19. juli 2011.